# Martin Kaubisch
Ernst Martin Kaubisch (* 24. Oktober 1888 in Dresden; † 6. Dezember 1941 ebenda) war ein deutscher Lehrer und Schriftsteller.
Kaubisch kam als Sohn des Bürgerschullehrers Johann Max Kaubisch in Dresden zur Welt und studierte Pädagogik in Leipzig. In Dresden unterrichtete er unter anderem auf der Höheren Schule in der Marschnerstraße.
Als Schriftsteller trat er vor allem im Bereich der Lyrik in Erscheinung.
Kaubisch starb 1941 an einem Schlaganfall.

## Werke (Auswahl)
- Gedichte, Weimar, Lichtenstein, o. J. [1931]
- Der silberne Strom, Wunderlich, 1935
- Rainer Maria Rilke. Mystik und Künstlertum, Jess Verlag, Dresden, 1936
- Erkenntnis und Liebe – Leonardo, Goethe, Bach-Essays, Dresden, Wolfgang Jess Vl., 1937